# セーレン・フィールド
セーレン・フィールド（英語: Sahlen Field, 英語発音: /ˈseɪlən ˈfild/）は、アメリカ合衆国のニューヨーク州バッファローにある野球場。トロント・ブルージェイズ傘下AAAバッファロー・バイソンズの本拠地である。
マイナーリーグの球場の中でも収容人数が多い。元々は大リーグの球団を誘致するため建設されたもので、実際に誘致が成功したときに4万人程度の収容が可能となるように、拡張ができるよう設計されている。2020年、新型コロナウイルス感染症の流行により、カナダ政府よりロジャーズ・センター（トロント）の使用を認められなかったことから、ブルージェイズは暫定本拠地として1年間、当球場を使用することになった。

## 歴史
1988年、運送会社パイロット・エアーフレイトが命名権を買収し「パイロット・フィールド」として開場。その後、命名権の騒動により「ダウンタウン・パーク」として知られるようになる。
1995年、ノース・アメリケア社が命名権を買収し、「ノース・アメリケア・パーク」に改名。
1999年、タイヤ小売チェーン店のダン・タイヤが命名権を買収し「ダン・タイヤ・パーク」に改名。
2009年、コカ・コーラが命名権を買収し「コカ・コーラ・フィールド」に改名。
2011年、97万ドル以上の費用をかけ、新たにLEDビデオスクリーンを創設。
2019年、地元の食肉梱包会社セーレンズが新たにが命名権を買収し「セーレン・フィールド」に改名。
2020年7月25日、トロント・ブルージェイズが一年間、暫定本拠地として使用することを発表。